# Кіт Річардс

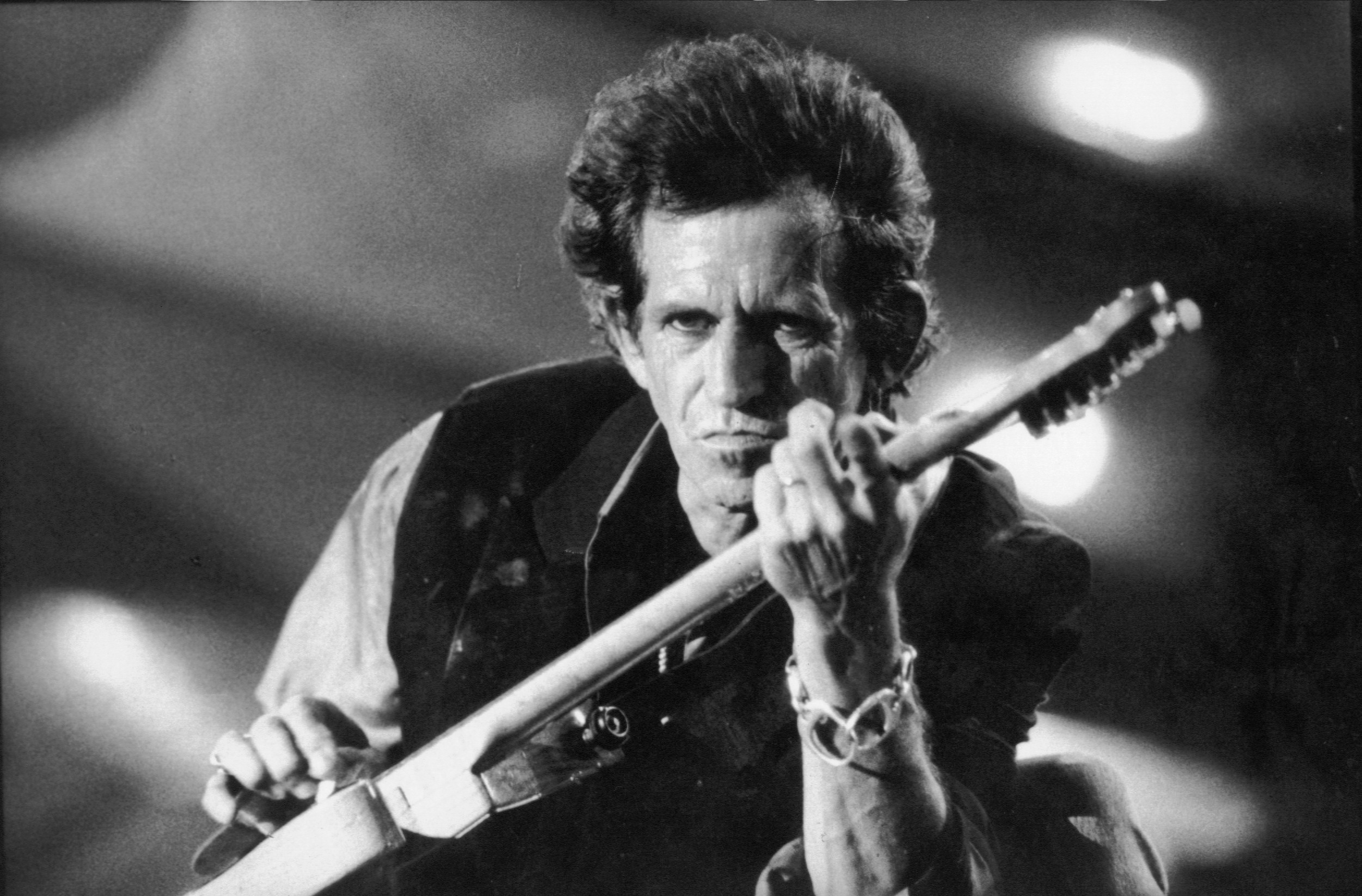
Кіт Річардс, 1995 рік

Кіт Річардс (англ. Keith Richards, 18 грудня 1943) — англійський гітарист і поет, разом з Міком Джаґґером склали основу гурту The Rolling Stones.
Кіт віддавав перевагу акустичній гітарі, аргументуючи свою прихильність таким чином:

| «Кожен гітарист повинен грати на акустичній гітарі вдома. Неважливо, що ви граєте, якщо ви не підтримуєте на високому рівні вашу акустичну гру, ви ніколи не зможете використати весь потенціал електрогітари, тому що ви втрачаєте контакт». |
Окрім The Rolling Stones, Річардс писав гітарні партії для Макса Ромео, U2, Нони Хендрикс, Арети Франклін та інших. В 1968 Кіт Річардс був учасником гурту The Dirty Mac разом з Джоном Ленноном, Еріком Клептоном та Мітчем Мітчеллом, проте існування цього гурту обмежилося лише одним виступом.
Кіт Річардс зібрав колекцію з понад 3000 гітар, проте на більшості з них він ніколи не грає. Кіт Річардс посідає десяту сходинку у Списку 100 найкращих гітаристів усіх часів за версією журналу Rolling Stone.

## Манера гри. П'ятиструнна гітара
Кіт Річардс відомий своїм оригінальним підходом до гри на гітарі. Взявши шестиструнну гітару, він налаштував її у відкритому строї G, як то зробив Рай Кудер, але зняв найтовщу струну і отримав п'ятиструнну гітару у строї G-D-G-B-D (від найтовщої до найтоншої струн).